# Block N Load
Block N Load è un videogioco strategico sparatutto in prima persona con meccaniche sandbox, sviluppato da Jagex in collaborazione con Artplant e pubblicato da Toadman Interactive sulla piattaforma Steam. Il gioco è stato pubblicato il 30 aprile 2015.

## Modalità di gioco
Block N Load aggiunge alle classiche meccaniche sparatutto delle componenti del genere sandbox, fornendo al giocatore la possibilità di posizionare e rimuovere blocchi. Questi blocchi possono essere utilizzati per costruire strutture difensive o per porsi in una posizione di vantaggio durante un combattimento. 
Il giocatore utilizza un personaggio a scelta, ognuno diversificato per le armi che impugna, i blocchi che può utilizzare e le abilità di cui dispone (un'attiva e una passiva).
Il gioco fornisce la possibilità di creare le proprie mappe personalizzate e di pubblicarle, rendendole giocabili da altri utenti.
Con il passaggio dalla beta alla versione 1.0, il gioco è diventato gratuito introducendo la valuta del platino, acquistabile attraverso micro-transazioni, che si distingue dall'oro, ottenibile come ricompensa dalle varie attività.

### Personaggi
- Sarge Stone: equipaggiato con una mitragliatrice M60 e un lanciamissili con cui liberare il percorso. Lo stile del personaggio è ispirato a John Rambo.
- O.P. Juan Shinobi: combatte con una katana e delle stelle ninja (shuriken) che provocano danni significativi e in grado di far sanguinare i nemici.[1]
- Nigel Purdey-Longshott: un cecchino da lunga distanza con un fucile da caccia e una revolver.[2]
- Antony Tony Turretto: equipaggiato con un fucile a pompa da distanza ravvicinata e uno strumento per riparare qualunque blocco del mondo.[3]
- Cogwheel: un robot distruttore con una mitragliatrice rotante e un cannone, con la possibilità di costruire dei mortai con cui bombardare la base nemica.[4]
- Doc Eliza Doolally: produce esplosioni letali di gas e acido, portatori di morte e di cure miracolose.[5]
- Astarella: guerriera dello spazio dotata di una pistola a ripetizione estremamente precisa e di un fucile che spara dischi esplosivi, riesce anche a fare un doppio salto.
- Sweet Science: pugile di professione armato con dei guantoni estremamente veloci nel colpire e di altri invece utili ad attirare a sé i nemici che cercano di scappare; questo personaggio ha l'abilità di disattivare qualunque strumento nemico.
- Genie dei sogni: spirito benevolo che può eliminare i nemici con le sue piramidi perforanti o le sfere di energia.
- Yury lo yeti: un essere abominevole che ha come armi delle palle ghiacciate e uno spara neve, il suo blocco speciale è un blocco di ghiaccio molto resistente.
- Kira-Chan: pop star armata con due mitragliette leggere e un bazooka a gattini esplosivi.
- Vander Graaf: personaggio fatto di elettricità pura che può friggere un nemico con scariche elettriche o granate di elettricità.
- Roly Poly Fat Fat: porcellino d'India in una boccia rotante con un cannone sulla sommità.
- Kreepy il clown: uno spaventoso clown con denti affilati e due pugni che sollevano il nemico da terra per ucciderlo.

Ogni personaggio ha un inventario di blocchi differenti che può costruire, dai bounce pad ai punti di respawn, torrette, bombe, sacchi di sabbia e altro ancora. Ognuno possiede anche un'abilità passiva e una attiva, per esempio, Shinobi come passiva ha la possibilità di scalare i muri, mentre Eliza può scatenare un'esplosione di gas che uccide i nemici e cura gli alleati, compresa se stessa.
Il 15 maggio 2015, Jagex ha introdotto il suo primo nuovo eroe, Astarella, fornito con una serie unica di armi, il raggio orbitale e l'abilità del doppio salto. Da allora sono stati aggiunti molti altri personaggi al gioco, ed è in continuo ampliamento.

## Accoglienza
Secondo il sito Metacritic il gioco ha ottenuto un punteggio medio basato sulle recensioni di 74 e un voto medio dell'utenza di 8.3, ricevendo un'accoglienza generale positiva. Durante il primo mese dall'uscita il gioco sono state pubblicate oltre 2000 recensioni sulla piattaforma Steam delle quali un 76% presenta un parere positivo.
Una versione gratis del gioco è stata lanciata il 15 maggio 2015.

### Riconoscimenti
Nel maggio 2015, Block N Load è stato premiato come il migliore gioco del mese su MPOGD.